# Dovilė Kilty
Dovilė Kilty (* 14. Juli 1993 in Šiauliai als Dovilė Dzindzaletaitė) ist eine litauische Leichtathletin, die im Weit- und Dreisprung an den Start geht.

## Sportliche Laufbahn
Erste internationale Erfahrungen sammelte Dovilė Kilty beim Europäischen Olympischen Jugendfestival (EYOF) 2009 in Tampere, bei dem sie mit 5,44 m den zwölften Platz im Weitsprung belegte und im Dreisprung keinen gültigen Versuch zustande brachte. Im Jahr darauf belegte sie bei den erstmals ausgetragenen Olympischen Jugendspielen in Singapur mit 12,40 m den ersten Platz im B-Finale. 2011 nahm sie an den Junioreneuropameisterschaften in Tallinn teil, schied dort aber mit 12,32 m bereits in der Qualifikation aus. 2012 gewann sie bei den Juniorenweltmeisterschaften in Barcelona mit 14,17 m die Silbermedaille hinter der weitengleichen Spanierin Ana Peleteiro. Bei den Halleneuropameisterschaften in Göteborg 2013 schied sie mit 13,53 m in der ersten Runde aus und belegte bei den U23-Europameisterschaften in Tampere mit 13,11 m im Finale den neunten Platz.
2014 qualifizierte sie sich für die Europameisterschaften in Zürich, verpasste dort aber mit einer Weite von 13,44 m klar den Finaleinzug, wie auch bei den Halleneuropameisterschaften 2015 in Prag mit 13,67 m. Bei den U23-Europameisterschaften in Tallinn stellte sie einen neuen Litauischen Rekord von 14,23 m auf und sicherte sich damit den Gewinn der Goldmedaille. Mit dieser Leistung qualifizierte sie sich auch für die Weltmeisterschaften in Peking und scheiterte dort mit 13,58 m in der Qualifikation. 2016 bestritt aufgrund ihrer Schwangerschaft keine Wettkämpfe. 2017 nahm sie erneut an den Weltmeisterschaften in London teil, konnte sich mit einer Weite von 13,97 m aber nicht für das Finale qualifizieren. 2018 belegte sie bei den Hallenweltmeisterschaften in Birmingham mit 13,90 m den zwölften Platz und schied bei den Europameisterschaften in Berlin mit 13,75 m in der Qualifikation aus. Auch bei den Halleneuropameisterschaften in Glasgow im Jahr darauf gelang ihr in der Qualifikation kein gültiger Versuch. Im Herbst nahm sie erneut an den Weltmeisterschaften in Doha teil, verpasste dort aber mit einem Sprung auf 14,09 m die Finalteilnahme. 2022 belegte sie bei den Europameisterschaften in München mit 13,27 m den zwölften Platz und im Jahr darauf gelangte sie bei den Halleneuropameisterschaften in Istanbul mit 13,92 m auf Rang sechs. Im August startete sie bei den Weltmeisterschaften in Budapest und schied dort mit 13,87 m in der Qualifikationsrunde aus.
2024 gelangte sie bei den Hallenweltmeisterschaften in Glasgow mit 13,46 m auf Rang 13. Anfang Mai verpasste sie bei den Europameisterschaften in Rom mit 13,69 m den Finaleinzug. Bei den Olympischen Spielen in Paris kam Kilty im Dreisprung mit einer Weite von 13,64 m nicht über die Qualifikation hinaus. Im Jahr darauf belegte sie bei den Halleneuropameisterschaften in Apeldoorn mit 13,80 m den vierten Platz.
Von 2014 bis 2016 sowie von 2018 bis 2021 und 2024 wurde Kilty litauische Meisterin im Dreisprung im Freien sowie von 2012 bis 2015, 2018, 2020 und 2022, 2024 und 2025 auch in der Halle.

## Persönliche Bestleistungen
- Weitsprung: 6,14 m (+1,1 m/s), 11. Mai 2013 in Kaunas
- Dreisprung: 14,28 m (+0,9 m/s), 10. August 2019 in Sandnes

## Privates
Sie ist seit 2017 mit dem britischen Sprinter Richard Kilty verheiratet und hat mit ihm einen gemeinsamen Sohn (* 2016). Seit dem Sommer 2019 startet sie unter dem Namen Kilty.